# (10310) Delacroix
(10310) Delacroix (1990 QZ8) – planetoida z grupy pasa głównego asteroid okrążająca Słońce w ciągu 3,58 lat w średniej odległości 2,34 j.a. Odkryta 16 sierpnia 1990 roku.